# راندي برنارد
راندي برنارد (بالإنجليزية: Randy Bernard)‏ هو مهندس أمريكي، ولد في 31 يناير 1967.